# Arun Shourie
Arun Shourie (panjabi: ਅਰੁਣ ਸ਼ੌਰੀ)  (Jalandhar, 2 de novembre de 1941) és un economista, periodista, escriptor i polític indi. Ha treballat com a economista al Banc Mundial, consultor de la Comissió de Planificació del Govern de l'Índia, editor dels diaris Indian Express i The Times of India i Ministre de Comunicacions i Tecnologies de la Informació durant mandat d'Atal Bihari Vajpayee (1998-2004). Va rebre el Premi Ramón Magsaysay l'any 1982 i el Premi Padma Bhushan el 1990.
Percebut popularment com un dels principals intel·lectuals nacionalistes hindús durant els anys 90 i principis dels 2000, tant per haver escrit obres controvertides sobre l'islam i el cristianisme com pels atacs a ideòlegs d'esquerra, a finals de la dècada del 2010 es considerava escèptic de les religions en general tot i mostrar afinitat pel budisme que considera "el més proper a la raó". Aquest escepticisme va néixer a partir de la criança del seu fill discapacitat i d'haver de tenir cura de la seva dona malalta, experiències que va compartir al llibre de 2011 Does He Know a Mother's Heart: How Suffering Refutes Religion, suggerint que "per tractar amb la vida i el que ens envia, la posició de Buda és la més útil".

## Primers anys
Arun Shourie va néixer a Jalandhar, a la província del Panjab l'Índia britànica, el 2 de novembre de 1941. Va estudiar a la Modern School Barakhamba Road de Nova Delhi i es va llicenciar en economia al St. Stephen's College de la Universitat de Delhi. L'any 1996 va obtenir el Doctorat en Economia a la Maxwell School of Citizenship and Public Affairs de la Universitat de Syracuse.

## Carrera professional

### Economista
L'any 1967, poc després de doctorar-se es va incorporar al Banc Mundial com a economista, on hi va treballar més de deu anys. Paral·lelament, entre els anys 1972 i 1974 va ser consultor de Simultàniament, entre 1972-74, va ser consultor de la Comissió de Planificació del Govern de l'Índia. Va ser en aquesta època quan va començar a escriure articles crítics sobre amb la política econòmica.

### Periodisme
El 1975, durant l'estat d'emergència declarat per l'aleshores primera ministra Indira Gandhi, Shourie va començar a escriure articles a l'Indian Express criticant el que considerava un atac a les llibertats civils. El diari, propietat de Ramnath Goenka, va estar en el punt de mira de la censura per part del govern. L'any 1976 va entrar a formar part del "Consell de l'Índia per a la Recerca en Ciències Socials". El gener de 1979, va ser nomenat editor executiu de l'Indian Express, obtenint carta blanca per fer-hi el que considerés oportú. Es va llaurar una reputació d'escriptor i editor intel·ligent i valent, fent campanya per a la llibertat de premsa, en contra de la corrupció i la defensa de les llibertats civils, guanyant-se l'admiració de tot l'espectre polític, en paraules de Martha Nussbaum.
És considerat un periodista experimentat i veterà. L'any 1982 va guanyar el ser guanyador del Premi Ramón Magsaysay en la categoria de periodisme, literatura i arts de la comunicació creativa com a "ciutadà preocupat que utilitza la seva ploma com a adversari efectiu de la corrupció, la desigualtat i la injustícia". El 2000 va ser nomenat amb el premi Herois mundials de la llibertat de premsa que atorga l'Institut Internacional de Premsa. També ha obtingut el premi Premi Editor Internacional de l'Any i el guardó The Freedom to Publish Award.

### Política
Va ser nomenat des de l'estat d'Uttar Pradesh com a representant del Partit Bharatiya Janata per a dos mandats successius al Consell dels Estats (Rajya Sabha), sent membre del Parlament durant els anys 1998-2004 i 2004-2010. Va ocupar el càrrec de Ministre de Comunicacions i Tecnologies de la Informació del Govern de l'Índia sota el mandat del primer ministre Atal Bihari Vajpayee. Va ser en aquest càrrec amb el qual va liderar la venda de diferents empreses, com ara Maruti, VSNL, Hindustan Zinc, entre d'altres.
Shourie va ser un dels molts que es van oposar a la Llei de 1986 sobre les dones musulmanes (protecció dels drets sobre el divorci), que el govern encapçalat per Rajiv Gandhi i que limitava considerablement els drets de les dones musulmanes divorciades, en comparació a les d'altres religions. Els liberals, segons Ainslie Embree, ho veien com "una capitulació davant les forces de l'obscurantisme islàmic, un retorn ... al segle xiii" i els crítics revivalistes hindús pensaven la Llei "debilitava la unitat ínida". Shourie va escriure articles que volien de demostrar que el tractament de les dones a l'Alcorà els oferia protecció, tot i que, a la pràctica, la llei islàmica les oprimia. Va ser criticat pel que es percebia com un atac contra l'islam. Rafiq Zakaria, l'erudit musulmà, afirmava que la preocupació de Shourie per la reforma de l'islam demostrava el menyspreu hindú, que utilitzava la situació de les dones musulmanes com a exemple de l'endarreriment de la comunitat. Vir Sanghvi el va anomenar "xoviniste hindú amb rostre liberal".
Després de la derrota del Partit Bharatiya Janata a les eleccions generals del 2009, Shourie va ser dels que va demanar una revisió interna del partit, deplorant les divisions internes i el filtratges d'informació a la premsa en benefici d'interessos particulars.
Shourie ha estat descrit pel politòleg Christophe Jaffrelo com a "un escriptor que simpatitza amb temes hindús militants" i que ha expressat públicament el seu suport als objectius de la Rashtriya Swayamsevak Sangh (RSS), una organització nacionalista hindú. Això va causar malestar entre alguns dels qui admiren el seu periodisme. Diu que membres destacats del partit Bharatiya Janata (BJP), del qual és membre i que té vincles amb el RSS, concretament, LK Advani i Atal Bihari Vajpayee, han mostrat la seva oposició a l'odi sectari i, en els seus intents de fer inclusiu el BJP, han intentat marginar a aquells que, a l'extrem musulmà i hindú, promouen aquest odi. Com a politòleg, considera que el sistema electoral actual no afecta la competència i la integritat. Va destacar les seves opinions en una conferència cultural anomenada Tomorrow's India Global Summit i va afegir que la pressió per provocar canvis en el sistema electoral actual hauria de venir de la societat.

### Escriptor
Arun Shourie ha escrit nombrosos llibres. Segons Martha Nussbaum, els principals trets dels seus escrits són: 
identificables en la creació d'un periodista intel·ligent, decidit i que treu al sols els draps bruts. Són polèmics, ad hominem, sovint amb un to extremadament agut. ... Però, malgrat el seu estil, els seus llibres són, òbviament, obra d'un home brillant, amb una àmplia i singular experiència, amb passió per la llibertat d'expressió i de premsa i el desig per tractar l'actualitat i abordar-hi qüestions subjacents. 

## Llibres publicats

### Autor
- Symptoms of fascism, New Delhi: Vikas, 1978, 322 p.
- Hinduism: essence and consequence: a study of the Upanishads, the Gita and the Brahma-Sutras, Sahibabad: Vikas House, 1979, 414 p.
- Institutions in the Janata phase, Bombay: Popular Prakashan, 1980, 300 p.
- Mrs Gandhi's second reign, New Delhi: Vikas; New York: Distributed by Advent Books, 1983, 532 p.
- The assassination & after, New Delhi: Roli Books Internat., 1985, 160 p.
- On the current situation: new opportunities, new challenges, Pune: New Quest, 1985, 57 p.
- Religion in Politics, New Delhi: Roli Books, 1987, 334 p.
- Individuals, institutions, processes: how one may strengthen the other in India today, New Delhi, India; New York, N.Y., U.S.A.: Viking, 1990, 239 p.
- The State as charade: V.P. Singh, Chandra Shekhar & the rest, New Delhi: Roli Books, 1991, 425 p.
- "The Only fatherland": communists, "Quit India", and the Soviet Union, New Delhi: ASA Publications, 1991, 204 p.
- These lethal, inexorable laws: Rajiv, his men, and his regime, New Delhi: Roli Books, 1991, 433 p.
- A Secular Agenda: For Saving Our Country, for Welding It, New Delhi: ASA Publications, 1993, 376 p.
- Indian Controversies: Essays on Religion in Politics, New Delhi: Rupa & Co., 1993, 522 p.
- Missionaries in India: continuities, changes, dilemmas, New Delhi: ASA Publications, 1994, 305 p.
- World of Fatwas: Shariah in Action, New Delhi: ASA Publications, 1995, 685 p.
- Worshipping False Gods: Ambedkar, and the facts which have been erased, New Delhi: ASA Publ., 1997, 663 p.
- Eminent Historians: Their Technology, Their Life, Their Fraud, New Delhi: ASA Publ., 1998, 271 p.
- Harvesting Our Souls: Missionaries, Their Design, Their Claims, New Delhi: ASA Publ., 2000, 432 p.
- Courts and Their Judgments: Premises, Prerequisites, Consequences, New Delhi: Rupa & Co., 2001, 454 p.
- Governance And The Sclerosis That Has Set In, New Delhi: ASA Publ., 2005, 262 p.
- Will the Iron Fence Save a Tree Hollowed by Termites?: Defence Imperatives Beyond the Military, New Delhi: ASA Publications, 2005, 485 p.
- Falling Over Backwards: An Essay on Reservations, and on Judicial Populism, New Delhi: ASA: Rupa & Co., 2006, 378 p.
- The Parliamentary System: What We Have Made Of It, What We Can Make Of It, New Delhi: Rupa & Co., 2006, 264 p.
- Where Will All this Take Us?: Denial, Disunity, Disarray, New Delhi: Rupa & Co., 2006, 604 p.
- Are We Deceiving Ourselves Again?: Lessons the Chinese Taught Pandit Nehru But which We Still Refuse to Learn, New Delhi: ASA Publ., 2008, 204 p.
- We Must Have No Price: National Security, Reforms, Political Reconstruction, New Delhi: Express Group: Rupa & Co., 2010, 343 p.
- Does He Know A Mothers Heart: How Suffering Refutes Religion, Noida: HarperCollins, 2011, 444 p.
- Two Saints: Speculations Around and About Ramakrishna Paramahamsa and Ramana Maharishi, Noida: HarperCollins, 2017, 496 p.
- Anita Gets Bail: What Are Our Courts Doing? What Should We Do About Them?, Noida: HarperCollins, 2018, 288 p.

### Coautor
- Amb Amarjit Kaurn, Raghu Rai et al., The Punjab story, New Delhi: Roli books international, 1984, 199 p.
- Amb Sita Ram Goel, Harsh Narain, Jay Dubashi and Ram Swarup, Hindu Temples - What Happened to Them Vol. I: A Preliminary Survey, New Delhi: Voice of India, 1990, 191 p.
- Amb Sita Ram Goel, Koenraad Elst, Ram Swarup, Freedom of expression — Secular Theocracy Versus Liberal Democracy, Voice of India (1998).
- Amb Arun Jaitley, Swapan Dasgupta, Rama J Jois, Harsh Narain-The Ayodhya Reference : Supreme Court judgment and commentaries, Voice of India(1994)